# Kyrkoplikt

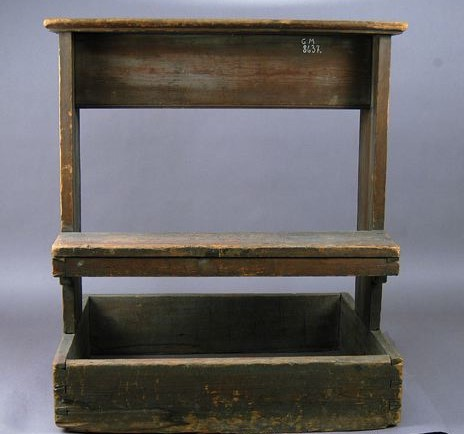
Pliktpall från Garnisonskyrkan i Göteborg.

Kyrkoplikt var ett slags straff som användes i Sverige och Finland fram till mitten av 1800-talet. Det innebar att den dömde skulle offentligt bekänna sitt brott och uttrycka sin ångerfullhet inför församlingen. Straffet utdömdes av världslig domstol men verkställdes i kyrkan som en del av kyrkotukten. Begreppet "kyrkoplikt" har dock inte något med förpliktelse att gå till kyrkan att göra, utan detta kallas kyrkogångsplikt.

## Historia
Kyrkoplikten återgick på en medeltida tradition om grova brottslingars uteslutande från gudstjänsten och former för återupptagande i gemenskapen, och åtföljde de flesta grövre brott. Det var alltså en form av offentlig bikt, där en brottsling erkände och ångrade sin handling och därefter blev förlåten och återupptogs i sin församling.
Kyrkoplikt fick ofta även avsluta andra straff. 1571 års kyrkoordning statuerade att förseelser mot den allmänna kyrkotukten kunde bestraffas såväl med avstängande från gudstjänsten eller böter till kyrkokassan som med "nedsliga straff", dvs skamstraff, som att tvingas stå med blottat huvud i kyrkdörren, straffstock, skampåle och liknande. Även som en del av straffet för grövre brott kunde rätten utdöma kyrkoplikt.
Kyrkoplikt kunde ursprungligen utdömas av både kyrkan och världsliga domstolar. Från och med 1686 års kyrkolag kunde den endast utdömas av världsliga domstolar, (häradsrätt eller rådhusrätt), för brott.
År 1741 infördes två typer av kyrkoplikt: den uppenbara och den enskilda.
Lagstiftningen om kyrkoplikt avskaffades i Sverige 4 maj 1855, i samband med avskaffandet av skampåle och övriga skamstraff. Enligt förordningen av år 1855 skulle de brottslingar, som enligt tidigare lag hade dömts till kyrkotukt, inte få ta emot nattvarden innan de hade genomgått skriftermål. I Finland genomfördes samma reform 1864.
År 1918 upphörde varje form av kyrklig påföljd av världslig domstol utdömt straff.

### Uppenbar kyrkoplikt
Den uppenbara kyrkoplikten var den som ursprungligen gällde som kyrkoplikt fram till reformen 1741. Den innebar att man inför sockenborna i den församling, där man bodde, gick upp på den så kallade pliktpallen längst bak i kyrkan under den allmänna gudstjänsten, erkände sin skuld och betygade sin ånger, varefter den brottslige sedan formellt fick förlåtelse och återupptogs i församlingen.
Uppenbar kyrkoplikt utdömdes för dem som hade benådats från dödsstraff samt dem som hade avtjänat straff för grövre brott som stöld, misshandel av föräldrar, hor och sexualbrott.
Genom reformen av år 1741 avskaffades den uppenbara kyrkoplikten för sexualbrott. Orsaken var att uppenbar kyrkoplikt då var det vanligaste straffet för lönskaläge, och att ogifta mödrar tillhörde de som kanske oftast bestraffades på detta sätt, något som upplevdes som ett skamstraff och innebar en så svårt stigmatiserande social brännmärkning att den sågs som en klar orsak till en hel del av de barnamord som utfördes av ogifta mödrar vid denna tid. Detta argument möttes av stort motstånd från prästeståndet i ståndsriksdagen, men straffet avskaffades trots det för sexualbrott för att förhindra barnamord, en reform som kan betraktas som en föregångare till Barnamordsplakatet.

### Enskild kyrkoplikt
Den enskilda kyrkoplikten innebar att brottslingen i sakristian eller i kyrkan före eller efter gudstjänsten, enbart i närvaro av prästen och några av denne utvalda församlingsmedlemmar, erkände sitt brott och betygade sin ånger, innan den återupptogs i församlingen.
Efter reformen 1741 utdömdes enskild kyrkoplikt främst för sexualbrott, dvs hor, lägersmål etc, samt mindre stölder som snatteri.